# Маргарита Прусская
Маргари́та Пру́сская (нем. Margarethe von Preußen, фин. Margaret Preussin), или Маргари́та Беатри́са Феодо́ра Пру́сская (нем. Margarethe Beatrice Feodora von Preußen; 22 апреля 1872, Потсдам, Королевство Пруссия, Германская империя — 22 января 1954, Кронберг, Гессен, ФРГ) — принцесса из дома Гогенцоллернов, дочь Фридриха III, короля Пруссии и императора Германии. Супруга ландграфа Фридриха Карла; в замужестве — ландграфиня Гессен-Касселя и королева Финляндии.

## Биография

### Ранние годы
Маргарита Прусская родилась 22 апреля 1872 года в Новом дворце в Потсдаме. Она была самым младшим ребёнком в семье наследного принца Фридриха Прусского, будущего короля Пруссии и императора Германии под именем Фридриха III, и королевской принцессы Виктории Великобританской. По отцовской линии принцесса приходилась внучкой германскому императору и прусскому королю Вильгельму I и саксен-веймар-эйзенахской принцессе Августе. По материнской линии она была внучкой британской королевы и индийской императрицы Виктории и британского принца-консорта Альберта. Ко времени крещения оказалось, что её голова покрыта короткими волосами, похожими на мох. За это близкие прозвали её «Мосси» (нем. Mossy), то есть «Мшистая». В крещении ей были даны имена Маргариты Беатрисы Феодоры. Восприемниками принцессы были бразильский император Педру II и наследная принцесса Маргарита Савойская, будущая итальянская королева.
Детство Маргариты прошло среди положенных ей привилегий и строгого соблюдения требований, к которым обязывало её происхождение. Вместе с сёстрами, принцессами Викторией и Софией, она была глубоко привязана к родителям, в отличие от братьев, наследного принца Вильгельма и принца Генриха и сестры, принцессы Шарлотты. После смерти отца Маргарита осталась рядом с матерью. Она была самой известной сестрой императора Вильгельма II и поддерживала хорошие отношения почти со всеми родственниками. Маргарита приходилась двоюродной сестрой британскому королю Георгу V и российской императрице Александре. Повзрослев, она говорила, что стала похожа на свою тётку Алису, великую герцогиню Гессенскую.

### Брак и дети

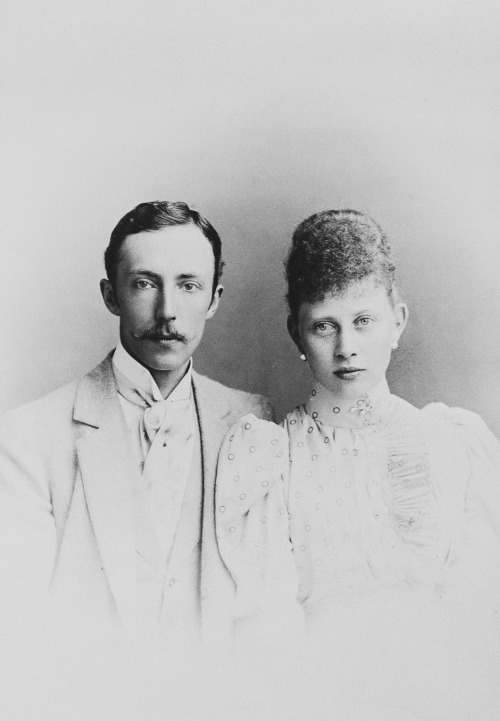
Фотография Маргариты с супругом (1892)

Первым к принцессе посватался принц Максимилиан Баденский. Она отказала ему. Свой выбор Маргарита остановила на его друге, принце Фридрихе Карле Гессен-Кассельском, будущем главе Гессенского дома и избранном короле Финляндии и Карелии. Они сочетались браком 25 января 1893 года в Городском дворце в Берлине в годовщину свадьбы родителей принцессы.
На момент заключения брака Фридрих Карл не был главой Гессенского дома, а титул ландграфа Гессен-Касселя наследовали его старшие братья. По этой причине после бракосочетания к Фридриху Карлу обращались, как к Высочеству, в то время, как Маргарита титуловалась Королевским высочеством. Это несоответствие закончилось в 1925 году, когда после отречения практически слепого ландграфа Александра Фридриха, вступившего в неравный брак, Фридрих Карл стал ландграфом Гессен-Касселя и главой Гессенского дома.
Супруги приходились друг другу дважды троюродными братом и сестрой: как правнуки великого герцога Саксен-Веймар-Эйзенахского Карла Фридриха и великой княжны Марии Павловны и правнуки прусского короля Фридриха Вильгельма III и Луизы Мекленбург-Стрелицкой. Вначале император Вильгельм II был против союза Маргариты и Фридриха Карла, так как считал положение жениха слишком «второстепенным» для сестры императора. Позднее однако он разрешил им вступить в брак, так как, по словам императора, сама Маргарита «оказалась столь несущественной».
Брак оказался счастливым. У супругов родились шестеро сыновей, в том числе две пары близнецов:
- Фридрих Вильгельм Сигизмунд Виктор (23.11.1893 — 12/13.9.1916), принц Гессен-Кассельский, погиб на фронте во время Первой мировой войны;
- Максимилиан Фридрих Вильгельм Георг Эдуард (20.10.1894 — 13.10.1914), принц Гессен-Кассельский, погиб на фронте во время Первой мировой войны;
- Филипп (6.11.1896 — 25.10.1980), принц Гессен-Кассельский, с 28 мая 1940 года глава Гессенского дома и титулярный король Финляндии и Карелии, 23 сентября 1925 года сочетался браком с принцессой Мафальдой Савойской (19.11.1902 — 28.8.1944);
- Вольфганг Мориц (6.11.1896 — 12.7.1989), принц Гессен-Кассельский, 17 сентября 1924 года сочетался первым браком с принцессой Марии Александре Баденской (1.8.1902 — 29.1.1944), 7 сентября 1948 года сочетался вторым морганатическим браком с Оттилией Меллер (24.6.1903 — 4.11.1991);
- Кристоф Эрнст Август (14.5.1901 — 7.10.1943), принц Гессен-Кассельский, 15 декабря 1930 года сочетался браком с принцессой Софией Греческой и Датской (26.6.1914 — 24.11.2001), погиб на фронте во время Второй мировой войны;
- Рихард Вильгельм Леопольд (14.5.1901 — 11.2.1969), принц Гессен-Кассельский[10].

Маргарита была сильной личностью; она всегда казалась более уверенной и практичной, чем её муж. Главной резиденцией супругов в первые годы брака был замок Рупенхайм. Фридрих Карл был любимым зятем у Виктории Великобританской. В 1901 году после смерти матери Маргарита унаследовала замок Фридрихсхоф. Вразрез с традициями того времени, Фридрих Карл согласился переехать в дом жены, так как для Маргариты было важно сохранить дом своей матери, и, несмотря на большие расходы, требовавшиеся на содержание замка, семья переехала во Фридрихсхоф.
В 1918 году Фридрих Карл был избран королём Финляндии и Карелии. Он принял это предложение, но из-за поражения Германской империи в Первой мировой войне в том же году был вынужден отречься от трона. Маргарита получила титул королевы Финляндии и Карелии, но как и муж не была коронована.

### Семейные трагедии
Старшие сыновья ландграфини, Фридрих Вильгельм и Максимилиан погибли на фронтах во время Первой мировой войны. Фридрих Вильгельм, её первенец, погиб 12 сентября 1916 года в Румынии в ближнем бою. Максимилиан, второй и любимый сын Маргариты, был тяжело ранен во время пулемётного огня во Франции в октябре 1914 года и умер вскоре после ранения. Его тело было передано семье после официального запроса, сделанного его братом Вольфгангом.
Два других сына ландграфини, Филипп и Кристоф, поддержали нацистов, надеясь, что те восстановят институт монархии в Германии. Филипп женился на принцессе Мафальде, дочери итальянского короля Виктора Эммануила III. В 1939 году из-за родственных связей с королевской ветвью Савойского дома его назначили личным посланником Адольфа Гитлера. Таким образом фюрер хотел наладить связь между нацистской Германией и фашистской Италией. Когда Филипп понял реальную сущность нацизма, он попытался подать в отставку, но не смог этого сделать. Тогда он стал использовать своё положение и средства для оказания помощи немецким евреям. Он делал им паспорта и помогал бежать в Нидерланды. Официально Филипп продолжал выполнять свои обязанности. Когда Италия капитулировала, он лично проинформировал об этом фюрера. В отместку Адольф Гитлер заключил его в концентрационный лагерь для политических заключённых. Его супруга также была заключена в концентрационный лагерь Бухенвальд, где умерла от кровоизлияния, вызванного ампутацией руки, искалеченной во время бомбардировки.
Кристоф был убеждённым реваншистом, но после Сталинградской битвы разочаровался в нацизме. Когда в 1942 году ему сообщили об убийстве Рейнхарда Гейдриха, которого он считал «опасным и жестоким человеком», Кристоф сказал, что это была «самая лучшая новость, которую он получил за последнее время». Он планировал покинуть нацистскую партию, когда 7 октября 1943 года погиб в авиакатастрофе под городом Форли в Италии. Кристоф был женат на принцессе Софии, сестре принца Филиппа — супруга британской королевы Елизаветы II.
Во время Второй мировой войны погибла невестка ландграфини, жена её сына Вольфганга, принцесса Мария Александра. Вместе с семью другими женщинами она оказывала помощь населению, когда все они погибли в результате взрыва бомбы во Франкфурте-на-Майне в январе 1944 года. Во время взрыва они находились в подвале. Останки принцессы Марии Александры опознали с большим трудом.
Маргарита всегда находилась в центре своей большой семьи. Во время и после Второй мировой войны она заботилась о всех своих внуках, которые жили вместе с ней в замке Фридрихсхоф.

### Поздние годы
Трудные времена для ландграфини наступили после 1945 года. Положение усугубилось кражей в ноябре 1945 года семейных драгоценностей на сумму более двух миллионов британских фунтов. После Второй мировой войны оккупационная администрация разместила в замке Фридрихсхоф клуб для офицеров армии Соединённых Штатов Америки. Принц Вольфганг, опасаясь за фамильные ценности, зарыл их во внутреннем дворе замка. 5 ноября 1945 года директор клуба капитан Кэтлин Нэш обнаружила драгоценности и вместе со своим будущим мужем полковником Джеком Дюраном и майором Дэвидом Уотсоном похитила их. Драгоценности были вывезены из Германии. В начале 1946 года пропажа была обнаружена, когда семья готовилась к торжествам по случаю вступления во второй брак вдовствовавшей невестки ландграфини, принцессы Софии с ганноверским принцем Георгом Вильгельмом. По требованию Маргариты было проведено расследование, итогом которого стала поимка и заключение в тюрьму виновников происшествия в августе 1951 года. Гессенский дом смог вернуть лишь десятую часть от украденного. Остальное бесследно исчезло.
Маргарита Прусская умерла в Кронберге 22 января 1954 года, спустя четырнадцать лет после смерти мужа и ровно через пятьдесят три года со дня смерти её бабушки, британской королевы Виктории. Она была похоронена в часовне своего замка.

## Титулатура и награды

### Титулатура и обращение
- 22 апреля 1872 — 25 января 1893: Её Королевское высочество, принцесса Прусская.
- 25 января 1893 — 15 марта 1925: Её Королевское высочество, наследная принцесса Гессенская, принцесса Прусская.
- 9 октября 1918 — 14 декабря 1918: Её Величество королева Финляндии и Карелии, герцогиня Аландская, великая герцогиня Лапландская, владелица Калевалы и Похьёлы.
- 15 марта 1925 — 28 мая 1940: Её Королевское высочество, ландграфиня Гессенская.
- 28 мая 1940 — 22 января 1954: Её Королевское высочество, вдовствующая ландграфиня Гессенская.

### Награды
- Дама Ордена Луизы.
- Кавалерственная дама Королевского ордена Виктории и Альберта II степени.